# ドント・ゲット・アラウンド・マッチ・エニモア
「ドント・ゲット・アラウンド・マッチ・エニモア」（Don't Get Around Much Anymore）は、1940年に発表されたポピュラーソング。デューク・エリントンが作曲し、ボブ・ラッセルが作詞した。エリントンが自身のオーケストラと共に収録した後、2年後にラッセルが作詞し、ヒットした。以降様々なアーティストによって収録されている。

## 収録を行った主なアーティスト
- ルイ・アームストロング
- ジョニー・ホッジス
- ビング・クロスビー
- ナット・キング・コール[2]
- サム・クック
- ジューン・クリスティ
- ザ・コースターズ
- パティ・ペイジ
- エディ・ゴメス
- マイケル・ブーブレ
- ドクター・ジョン＆ロニー・キューバー
- オスカー・ピーターソン
- エラ・フィッツジェラルド
- インク・スポッツ
- メル・トーメ
- アン・マレー
- トニー・ベネット[3]
- ポール・マッカートニー
- バリー・マニロウ[4]
- ロッド・スチュワート
- ウィリー・ネルソン
- トニー・ベネット＆ミゲル・ボセ